# Beni Ouarsous
Beni Ouarsous es un municipio (baladiyah) de la provincia o valiato de Tremecén en Argelia. En abril de 2008 tenía una población censada de 12 110 habitantes.
Se encuentra ubicado al noroeste del país, junto a la frontera con Marruecos y cerca de la costa del mar Mediterráneo.